# Gerhard Hager
Gerhard Hager (ur. 26 września 1942 w Wiedniu, zm. 18 kwietnia 2025) – austriacki prawnik i polityk, od 1996 do 2004 poseł do Parlamentu Europejskiego.

## Życiorys
W latach 1960–1966 studiował prawo na Uniwersytecie Wiedeńskim, uzyskał doktorat z zakresu nauk prawnych. Orzekał jako sędzia w sądach różnych szczebli, dochodząc w 1991 do stanowiska sędziego w Oberster Gerichtshof (austriackim sądzie najwyższym). Pracował także jako wykładowca akademicki na macierzystej uczelni, od 1994 w randze profesora. Zajmował się też redagowaniem krajowego czasopisma prawniczego „Österreichischen Juristenzeitung”.
W 1996 i 1999 z listy Wolnościowej Partii Austrii (FPÖ) był wybierany do Parlamentu Europejskiego. Był deputowanym niezrzeszonym, pracował m.in. w Komisji Spraw Konstytucyjnych oraz w Komisji Petycji. W PE zasiadał do 2004, rok wcześniej wystąpił z FPÖ.

## Wybrane publikacje
Publikacje prawnicze
- Nichtigkeitsbeschwerde und Berufung (współautor), Manz 1981
- Persönlichkeitsschutz im Straf- und Medienrecht, Medien & Recht 1991
- §§ 15 und 16 StGB (współautor), Manz 1994
- Grundrechtsbeschwerdegesetz 1992 (współautor), Manz 1998

Beletrystyka
- Hager, Heiteres vom Höchstgericht, Anekdoten, Manz 1995
- Wie bring' ich meinen Mann ins Grab?, Satire, OVG 2000
- Am Brunnen weit vom Tore, Erzählung, R.G. Fischer, 2003
- Ernstes und Unernstes rund um das Europäische Parlament, Anekdoten, OVG 2004[2]